# Kyle Burroughs
Kyle Burroughs född 12 juli 1995, är en kanadensisk professionell ishockeyback som spelar för Los Angeles Kings i National Hockey League (NHL). Burroughs draftades som 196:e totalt av New York Islanders vid NHL Entry Draft 2013. Han har därefter spelat för Colorado Avalanche, Vancouver Canucks och San Jose Sharks.

## Statistik

### Klubbkarriär
| 2010–11    | Valley West Hawks       | BCMML      | 36  | 11 | 25 | 36 | 58  | 4  | 0 | 4 | 4 | 2 |
| 2010–11    | Aldergrove Kodiaks      | PIJHL      | 4   | 0  | 1  | 1  | 18  | —  | — | — | — | — |
| 2010–11    | Regina Pats             | WHL        | 1   | 0  | 0  | 0  | 0   | —  | — | — | — | — |
| 2011–12    | Regina Pats             | WHL        | 55  | 2  | 6  | 8  | 54  | 5  | 1 | 1 | 2 | 0 |
| 2012–13    | Regina Pats             | WHL        | 70  | 5  | 28 | 33 | 91  | —  | — | — | — | — |
| 2013–14    | Regina Pats             | WHL        | 58  | 8  | 32 | 40 | 72  | 4  | 0 | 1 | 1 | 8 |
| 2013–14    | Bridgeport Sound Tigers | AHL        | 9   | 0  | 0  | 0  | 2   | —  | — | — | — | — |
| 2014–15    | Regina Pats             | WHL        | 36  | 5  | 17 | 22 | 47  | —  | — | — | — | — |
| 2014–15    | Medicine Hat Tigers     | WHL        | 30  | 2  | 15 | 17 | 38  | 10 | 0 | 3 | 3 | 6 |
| 2015–16    | Missouri Mavericks      | ECHL       | 18  | 1  | 6  | 7  | 17  | —  | — | — | — | — |
| 2015–16    | Bridgeport Sound Tigers | AHL        | 31  | 2  | 8  | 10 | 30  | 2  | 1 | 1 | 2 | 4 |
| 2016–17    | Bridgeport Sound Tigers | AHL        | 71  | 3  | 21 | 24 | 116 | —  | — | — | — | — |
| 2017–18    | Bridgeport Sound Tigers | AHL        | 75  | 6  | 19 | 25 | 99  | —  | — | — | — | — |
| 2018–19    | Bridgeport Sound Tigers | AHL        | 69  | 4  | 11 | 15 | 103 | 5  | 0 | 3 | 3 | 0 |
| 2019–20    | Bridgeport Sound Tigers | AHL        | 58  | 2  | 6  | 8  | 69  | —  | — | — | — | — |
| 2020–21    | Colorado Eagles         | AHL        | 11  | 1  | 3  | 4  | 12  | 2  | 0 | 0 | 0 | 9 |
| 2020–21    | Colorado Avalanche      | NHL        | 5   | 0  | 1  | 1  | 5   | —  | — | — | — | — |
| 2021–22    | Vancouver Canucks       | NHL        | 42  | 1  | 4  | 5  | 39  | —  | — | — | — | — |
| 2022–23    | Vancouver Canucks       | NHL        | 48  | 2  | 3  | 5  | 62  | —  | — | — | — | — |
| 2023–24    | San Jose Sharks         | NHL        | 73  | 2  | 6  | 8  | 71  | —  | — | — | — | — |
| 2024–25    | Los Angeles Kings       | NHL        | 33  | 0  | 3  | 3  | 39  | —  | — | — | — | — |
| NHL totalt | NHL totalt              | NHL totalt | 201 | 5  | 17 | 22 | 216 | —  | — | — | — | — |

### Internationellt
| År            | Lag            | Turnering     | Resultat      |   | Matcher | Mål | Assist | Poäng | Utv |
| ------------- | -------------- | ------------- | ------------- | - | ------- | --- | ------ | ----- | --- |
| 2012          | Canada Pacific | U17           | 5:a           | 5 | 1       | 2   | 3      | 14    |     |
| Junior totalt | Junior totalt  | Junior totalt | Junior totalt | 5 | 1       | 2   | 3      | 14    |     |